# Велика Теремија
Велика Теремија (рум. Teremia Mare) је село и седиште истоимене општине Велика Теремија, која припада округу Тимиш у Републици Румунији.

## Положај насеља
Село Велика Теремија се налази у источном, румунском Банату, на неколико километара удаљености од Србије (преко границе се налази српско село Мокрин). Од Темишвара село је удаљено око 75 км, а од Кикинде свега 10ак километара. Сеоски атар је у равничарском делу Баната.

## Прошлост
По "Румунској енциклопедији" место се помиње још 1256. године. Теремија се налази у писаним актима из 1408. године, као место у Тамишкој жупанији. Године 1769-1770. извршена је колонизација Немаца, из Алзаса и Витенберга. Велика Теремија са три суседна села су формирала једну колонију Мариефелд. Изградили су ту досељеници 1770. године католичку цркву и немачку школу.
У турско време у месту Теремија живели су Срби већ од 1550-1552. године. Тако је 1557-1558. године ту било 23 српске породице, а 1582. године има 20, и то српских сточарских породица. Монаси манастира Пећка патријаршија су 1666. године записали у списку приложника тадашње житеље: домаћин Вујица, Радован, Милан Вукосављевић, Јован, поп Милосав, Пејаш, Баја, Селак, Гвозденовић, Новак, Русмир, Стојко, Ћира Тадић, Максим и кнез Милисав. Године 1769. подигнута су ту на пустари изнова два насеља: Велика и Мала Теремија, при чему је свака имала по 80 домова граничара.
Ту је у 19. веку био један од спахилука браће Нако. Христифор и Кирил су дошли у посед имања Велики Семиклуш и Теремија 1782. године. Платили су тада 70.000 ф. капитала и постали племићи са поседом. Од 1835. године наследио га је Јован Нако. Чиновник тог спахилука Јован Ластавица је 1844. године дао 2 ф. у Фонд Матице српске у Пешти.
Мариенфелд (германизован назив) је по Ерлеру 1774. године место у Тамишком округу, Чанадског дистрикта. Ту је римокатоличка црква а становништво је било претежно немачко.
Живело је почетком 20. века у месту "Нађтеремија" (Великосентмиклошки срез) само 11 православних Срба.
Становништво села Велике и Мале Теремије (Србе) је након Другог светског рата било државним насиљем Румуније организованом акцијом присилно протерано у удаљене крајеве државе.

## Становништво
По последњем попису из 2002. село Велика Теремија имало је 2.480 ст., од чега Румуни чине 85%, а Мађари 10%. Последњих деценија број становништва опада.